# Flagge von Nova Scotia

Zwischenzeitlich verwendete Flagge (1868–1929)

Die Flagge von Nova Scotia ist ein dem Provinzwappen nachempfundenes Banner. Das Wappen zeigt ein blaues Andreaskreuz (engl. saltire) auf weißem Grund, was der Flagge Schottlands mit vertauschten Farben entspricht. Dem Kreuz übergeordnet ist das Wappen Schottlands, ein von einem roten Lilien-Doppelbalken umgebener roter Löwe auf goldenem Grund.
Wann genau die Flagge erstmals gehisst wurde, lässt sich nicht mehr feststellen. Dies könnte bereits 1625 der Fall gewesen sein, als König Karl I. der vier Jahre zuvor gegründeten Kolonie Nova Scotia das Wappen gewährte. Mit dem Recht, ein Wappen zu führen, war auch das Recht verbunden, auf Grundlage dieses Wappens ein Banner zu gestalten. Die erste nachweisliche Verwendung der Flagge datiert aus dem Jahr 1858. Allerdings ging das Wappen, auf dem die heutige Flagge basiert, zwischenzeitlich vergessen, wurde durch ein anderes Wappen ersetzt und erst 1929 offiziell wieder eingeführt. Während dieser Zeit war eine Red Ensign mit dem nachträglich abgelösten Wappen in Gebrauch.